# Глиптодоны
Глиптодо́ны (лат. Glyptodon, от др.-греч. γλυπτός ὀδούς — изваянный или вырезанный зуб) — род вымерших млекопитающих из подсемейства глиптодонтин семейства Chlamyphoridae, появившихся в миоцене и вымерших в начале голоцена (15,5—0,012 млн лет назад).

## Описание

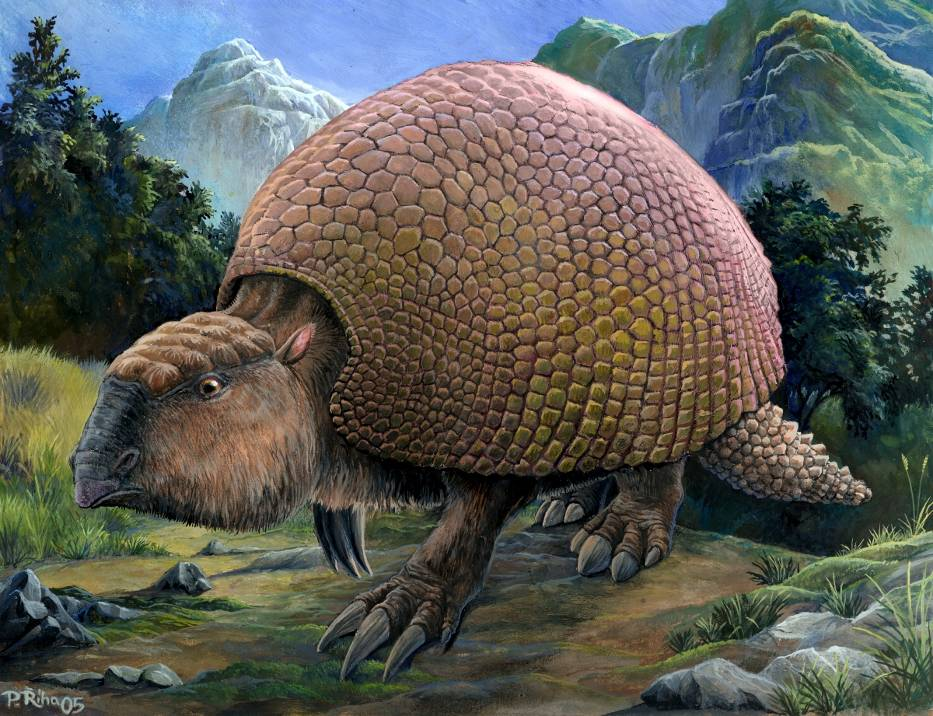
Реконструкция

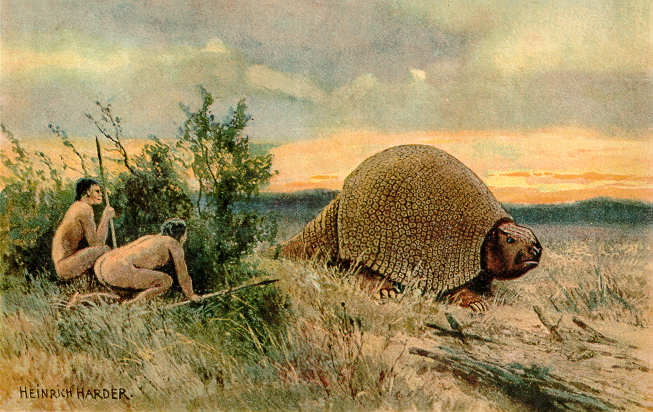
Охота палеоиндейцев на глиптодона в представлении художника Генриха Хардера

Глиптодоны появились в миоцене в Южной Америке. Распространились на территорию Северной Америки. Они имели массу до 2 тонн и достигали почти 3 метров в длину, имели толстый панцирь, состоящий из сросшихся друг с другом многочисленных костных пластинок. Этот панцирь прикрывал сверху всё туловище животного. На голове глиптодона помещался небольшой костный щит, образованный такими же костными пластинками. Хвост животного был защищён, как чехлом, сросшимися друг с другом костными кольцами, снабжёнными шипами.

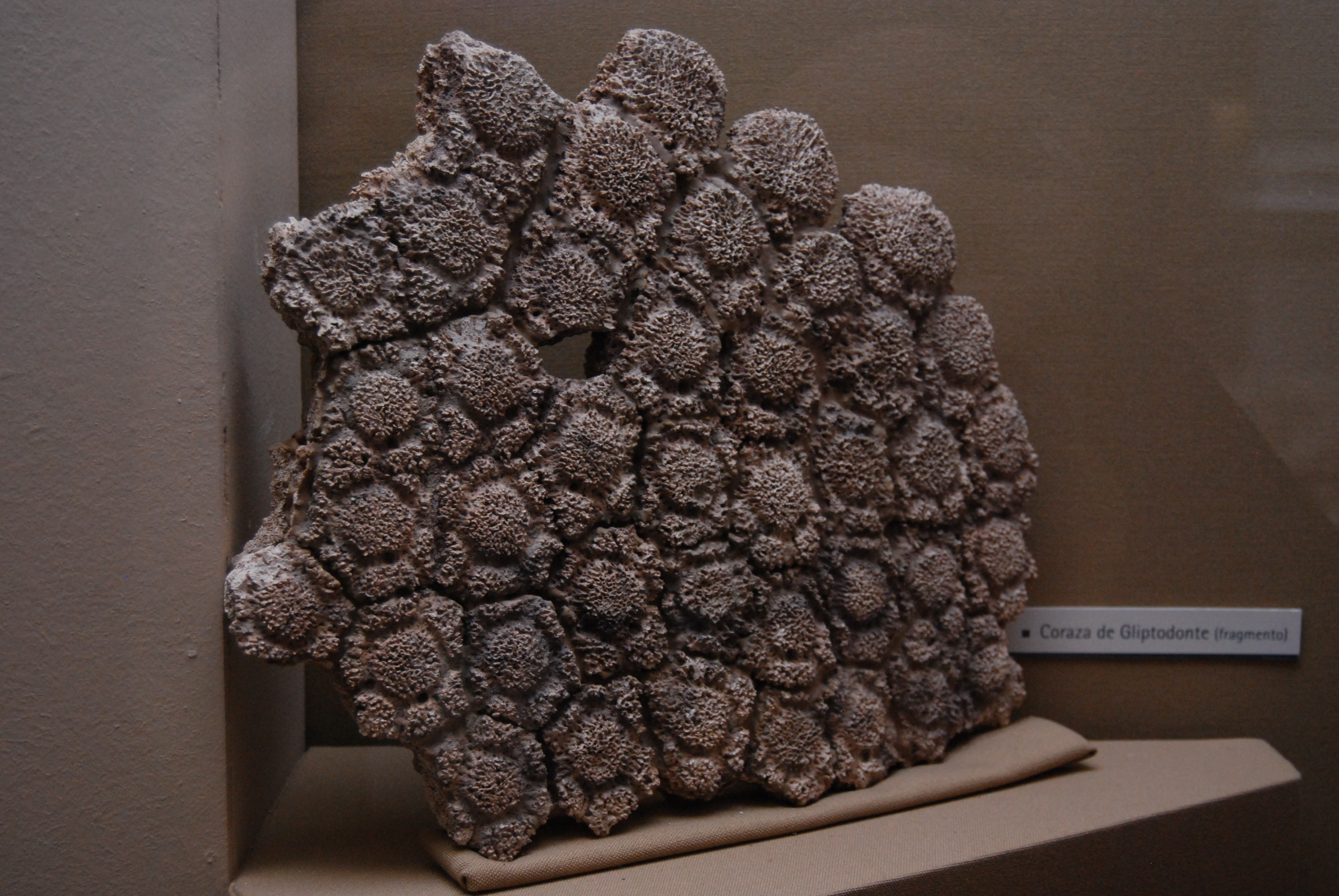
Фрагмент панциря

## Систематика
Анализ митохондриальной ДНК, сохранившейся в ископаемых остатках представителя родственного глиптодонам рода дедикурусы (Doedicurus), показал, что глиптодоны образуют подсемейство глиптодонтин (Glyptodontinae) в составе семейства Chlamyphoridae, представленного сегодня плащеносным броненосцем (Chlamyphorus truncatus) и гигантским броненосцем (Priodontes maximus).

### Классификация
По данным сайта PBDB на март 2016 года в род включают 11 вымерших видов:
- Glyptodon clavipes Owen, 1839 [syn. Glyptodon subelevatus Nodot, 1854]
- Glyptodon depressus Ameghino, 1881 [syn. Neothoracophorus minutus Ameghino, 1881]
- Glyptodon elongatus Burmeister, 1866
- Glyptodon euphractus (Lund, 1839) [syn. Glyptodon dubius Reinhardt, 1875, Hoplophorus sellowi Lund, 1838, Hoplophorus euphractus Lund, 1839]
- Glyptodon falkneri Ameghino, 1889
- Glyptodon fiorinii Ameghino, 1889
- Glyptodon minor Lund, 1838
- Glyptodon munizi Ameghino, 1881
- Glyptodon reticulatus Owen, 1845 [syn. Glyptodon typus Nodot, 1857, Hoplophorus asper Burmeister, 1866]
- Glyptodon rivapacis Hay, 1923
- Glyptodon rudis Gervais, 1878

Ещё один вид включён в род в статусе nomen nudum: Glyptodon petaliferus Cope, 1888.

## В культуре
Дедикурусы показаны в пятой серии научно-популярного телесериала ВВС «Прогулки с чудовищами», сами глиптодоны в серии мультфильмов «Ледниковый период». В романе «Плутония», один из героев принимает отдыхающего глиптодона за скалу, и пытается взять с него образец породы.